# 城關區 (鄰水縣)
城關區，是四川省鄰水縣下轄的一個區級行政單位.

## 沿革[1]
- 1952年8月，經川東行署批准，鼎屏鎮公所改為城關區人民政府，管轄城內14個段。
- 1955年3月，城關區人民政府轄城內7個居民委員會。
- 1956年5月，城關區人民政府改稱城關鎮人民委員會。